# Li Lihua
En una onomàstica xinesa Li es el cognom i Lihua el prenom.
Li Lihua (xinès simplificat:  李麗華) (Shanghai 1924 - Hong Kong 2017) Actriu de cinema xinesa. Va protagonitzar prop de 120 pel·lícules en diferents estudis a Shanghai, Hong Kong i Taiwan. Va col·laborar amb un gran nombre de directors, molts dels quals estaven rodant els seus primers films, com Yan Jun, Evan Yang i Li Han-hsiang. Ha destacat per la seva capacitat per mantenir la seva popularitat d'estrella durant molt de temps, amb una gran varietat de papers i gèneres cinematogràfics. Reconeguda en diverses ocasions amb els Premis de Cinema Cavall d'Or.

## Biografia

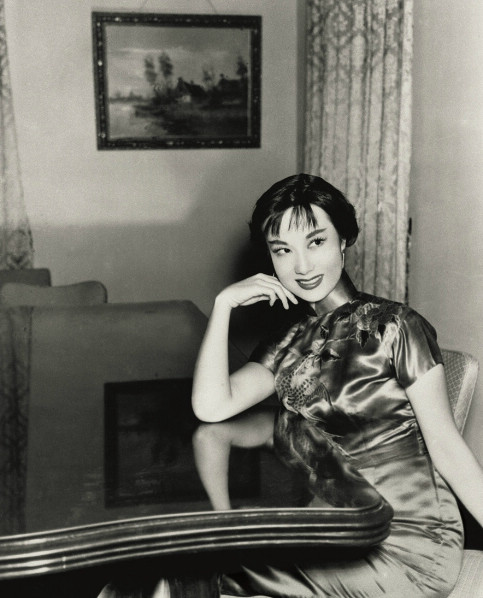
Li Lihua, 1955, fotografiada per Lang Jingshan

Li Lihua va néixer a Shanghai el 17 de juliol del 1924.Era el cinquè fill d'una parella de famosos artistes d'òpera de Pequín: el seu pare era Li Guifang (李桂芳), especialista en papers xiao sheng (小生), i la seva mare l'actriu Zhang Shaochuan (张少泉), especialitzada en els de lao dan (老旦). A l'edat d'onze anys, va ser enviada a Pequín per estudiar òpera de Pequín amb les grans estrelles dels anys vint i trenta,  Mu Tiefen i  Zhang Eyun .  El 1944 es va  casar amb Zhang Xupu, fill d'un comerciant de vis (Changyu Brewing Company a Yantai, Shandong,) i va abandonar temporalment la seva carrera en el cinema. Van tenir una filla i es van divorciar a finals dels 40. L'any 1959 es va casar amb l'actor i director Yan Jun, a qui coneixia des de feia temps. A finlas de la seva carrera cinematogràfica de Li, el matrimoni va anar a viure a els Estats Units, fins a la mort de Yan Jun el 1980.
Va morir a Hong Kong el 20 de març de 2017.

### Carrera cinematogràfica

#### Inicis a Yihua
El 1939 va fer proves per entrar com actriu al estudis Yihua (艺华影片公司) dirigits per Yan Chungtang (严春堂), i va aconseguir el seu primer paper el 1940, en un rol de serventa en la pel·lícula  "Tres somriures" (三笑), dirigida per Yue Feng  la història de Tang Yin un famós pintor i escriptor de l'època Ming.
De 1940 a 1942, a Yihua, va aparèixer en més de quinze pel·lícules. El que la va fer especialment popular és el tema musical de la pel·lícula "Acompanying the Girl from the Capital for a Thousand Li" (千里送京娘) que va ser gravada i va tenir un gran èxit. El 1941, també va interpretar, a "Brave Biography" o "A Brave Lady" (英烈传), dirigida per Li Pingqian (李萍倩), el mateix paper que li havien rebutjat en el seu debut.

#### Huaying
En plena segona guerra sino-japonesa, després d'ocupar les concessions a Shanghai, els japonesos  van integrar totes les companyies cinematogràfiques a la "China United Film Holdings Company Ltd"  controlada pel règim japonès, entre ells la companyia Yihua. Li Lihua va filmar entre el 1942 i el 1943, dues pel·lícules dirigides per Ma-Xu Weibang  "Rainy Night on a Cold Mountain" (寒山夜雨) i "Qiu Haitang"  (秋海棠). El 1944, va actuar i cantar en el film musical «Millions of Purples and Reds » (万紫千红) dirigida par Fang Peilin (方沛霖 ). La pel·lícula va sorprendre els perruquers i barbers de Shanghai que ho van veure com una representació degradant de la seva professió (La història és la d'una (amable) impostura: un nen perruquer cau sota la l'encant d'una jove i intenta impressionar-la amagant la seva feina que troba desagradable; i ella també li amaga que és vídua, coberta de deutes, amb un fill a càrrec; tothom es pensa que està celebrant el casament del segle) i van anar a protestar a l'entrada del cinema on es projectava la pel·lícula, provocant una baralla amb el servei de seguretat. Wenhua va haver de demanar disculpes, però en realitat es tractava de publicitat gratuïta per a la pel·lícula que va batre rècords d'ingressos. Li Lihua fins i tot va ser portada de la revista Life.

#### Wenhua
Després de la victòria sobre els japonesos, els productors i actors de cinema xinesos que van treballar en les productores fusionades pels japonesos, van ser acusats de traïdors a la societat i fins i tot van ser jutjats per això. Tot i que al final no hi va haver sentència, molts productors de cinema xinesos van ser criticats per la societat i altres cineastes, la qual cosa va afectar la seva carrera cinematogràfica a Shanghai. Li Lihua també forma part d'aquest grup. Però de fet va ser una actriu molt buscada. La seva carrera va agafar un nou impuls amb la creació de la Companyia Wenhua (文华影业公司), per Wu Zingzai (吴性栽), el 1946. Immediatament va ser contractada i va interpretar el paper principal, al costat de Shi Hui, a "Fake Phoenix" (假凤虚凰) de Huang Zuolin.

#### Hong Kong
Després de 1948, va filmar pel·lícules en companyies cinematogràfiques de Hong Kong com Great Wall Company, Longma, Wing Wah i Shaw Brothers.
Per la Great Wall va filmar pel·lícules com com "The Awful Truth" (说谎世界) , dirigida per Li Pingqian, i "The Insulted and Injured" (豪门孽債) dirigida i interpretada per Liu Qiong. També va fer el paper de Li Daiyu al costat de Yan Jun  en "New Dream in the Red Pavilion" (新红楼梦) de Yue Feng; després va protagonitzar per Shaw Brothers ,"Red Rose" (红玫瑰) en una pel·lícula codirigida per Zhang Shankun , Bu Wancang , Wang Yin i Tu Guangqi , "Spring in the Garden" (满园春色).
El 1955, va protagonitzar la primera pel·lícula en color de Hong Kong, dirigida per Yi Wen  i produïda per Zhang Shankun,  "Red Begonia" (海棠红).
A partir de 1960, va treballar principalment per a Shaw Brothers on va protagonitzar sumptuoses pel·lícules històriques típiques  de l'època, en primer lloc dues dirigides per Li Han-hsiang : "The Magnificent Concubine" (o Yang Guifei《杨贵妃》) el 1962 i "Empress Wu" (o Wu Zetian《武则天》) el 1963. Després va aparèixer en dues pel·lícules dirigides per Yan Jun: "The Story of Qin Xianglian" (秦香莲) el 1964 i, el 1965,  "The Grand Substitution" (万古流芳), una òpera huangmei adaptada de l'obra "L'orfe Zhao" (赵氏孤儿) on Li Lihua forma un duet amb l'altra gran actriu de l'època a Hong Kong, Ivy Ling Po (凌波); amb ella també va filmar un altre èxit del mateix any 1965, "The Vermillion Door" (红伶泪) de Luo Zhen (罗臻).

#### Li Lihua Company
El 1954 va formar la seva pròpia productora 丽华影片公司 (Lihua Film Company) i va produir  "The Beauty and the Dumb" (一鸣惊人) dirigida per la directora Tang Huang i "The Great Wall" (1957),.

#### Hollywood
El 1957, va ser convidada a Hollywood per Cecil B. De Mille per actuar al costat de Victor Mature a la penúltima pel·lícula de Frank Borzage, estrenada el 1958: "China Doll" (飞虎娇娃).
La pel·lícula té lloc l'any 1943. Li Lihua interpreta el paper de Shuren , una jove xinesa d'una família nombrosa i pobra, que va perdre la seva mare i que el seu pare col·loca amb un soldat dels Tigres Voladors després d'haver-ho intentat per començar desfer-se d'ella, ell s'aferra a ella i s'acaba casant amb ella, però ella mor en un atac japonès; segueix sent la seva filla. El paper de  Li Lihua es especialment difícil d'interpretar perquè és pràcticament mut.
Li Lihua ha estat retratada com una nouvinguda al cinema americà; Sens dubte, era la primera vegada que filmava allà, però era coneguda i reconeguda per certes estrelles de Hollywood, inclosa Clark Gable, que després va anar a Hong Kong el desembre de 1954 per rodar "Soldier of Fortune", una pel·lícula d'Edward Dmytryk sobre el rescat d'un foto periodista nord-americà presoner a la Xina continental.

#### Golden Dragon Film Company
El 1957, va formar la Golden Dragon Film Company amb Yan Jun i va produir pel·lícules com "The Dragon Plays with the Phoenix".

## Premis
| Any  | Pel·lícula o motiu           | Premi                                         |
| ---- | ---------------------------- | --------------------------------------------- |
| 1966 | Spring Dream in the Old City | 3r Golden Horse Award a la millor actriu.     |
| 1969 | Yangtze River Storm          | Millor actriu als 7th Golden Horse Awards.    |
| 1993 | Trajectòria professional     | 30è premi Golden Horse Memorial Award.        |
| 2015 | Trajectòria professional     | 52a edició dels Golden Horse Awards.          |
| 2016 | Trajectòria professional     | 35a edició dels premis de cinema de Hong Kong |

## Filmografia destacada
| Any  | Títol xinès  | Títol anglès                            | Director            |
| ---- | ------------ | --------------------------------------- | ------------------- |
| 1940 | 三笑         | Three Smiles                            | Yue Feng            |
| 1941 | 英烈传       | A Brave Lady                            | Li Pingqian         |
| 1942 | 寒山夜雨     | Rainy Night on a Cold Mountain          | Ma-Xu Weibang       |
| 1943 | 秋海棠       | Autumn Begonia /The Story of qiuhaitang | Ma-Xu Weibang       |
| 1944 | 万紫千红     | Millions of Purples and Reds            | Fang Peilin         |
| 1947 | 假凤虚凰     | Fake Phoenix                            | Huang Zuolin        |
| 1947 | 三女性       | Three Woman                             | Yue Feng            |
| 1948 | 艳阳天       | A Bright Sunny Day                      | Cao YU              |
| 1950 | 说谎世界     | The Awful Truth                         | Li Pingqian         |
| 1950 | 豪门孽債     | The Insulted and Injured                | Liu Qiong           |
| 1951 | 误佳期       | Should They Marry                       | Zhu Shilin          |
| 1951 | 花姑娘       | Flower Girl                             | Zhu Shilin          |
| 1952 | 新红楼梦     | New Dream in the Red Pavilion           | Yue Feng            |
| 1952 | 红玫瑰       | Red Rose                                | Wang Yin            |
| 1952 | 满园春色     | Spring in the Garden                    | Wu Wancang i altres |
| 1954 | 一鸣惊人     | The Beauty and the Dumb                 | Tang Huang          |
| 1955 | 海棠红       | Red Begonia                             | Yi Wen              |
| 1955 | 小白菜       | Little Chou                             | Yi Wen              |
| 1955 | 蝴蝶夫人     | Madame Butterfly                        | Yi Wen              |
| 1957 | 飞虎娇娃     | China Doll                              | Frank Borzage       |
| 1962 | 杨贵妃       | The Magnificent Concubine               | Li Han-hsiang       |
| 1963 | 武则天       | Empress Wu                              | Li Han-hsiang       |
| 1964 | 秦香莲       | The Story of Qin Xianglian              | Yan Jun             |
| 1965 | 万古流芳     | The Grand Substitution                  | Yan Jun             |
| 1965 | 红伶泪       | The Vermillion Door                     | Luo Zhen            |
| 1969 | 扬子江风云   | Storm over the Yangtse River            | Li Han-hsiang       |
| 1973 | 迎春阁之风波 | The Fate of Lee Khan                    | King Hu             |
| 1978 | 新紅樓夢     | Dream in the Red Pavilion               | Chin Han            |